# 伯尔曾采
伯尔曾采，是匈牙利佐洛州所辖的一个村，总面积5.60平方公里，总人口63，人口密度11.3人/平方公里（2010年1月1日）。